# فامبيتا (لاعب كرة قدم)
فامبيتا (بالإيطالية: Vampeta)‏ هو لاعب كرة الصالات ‏ ولاعب كرة قدم إيطالي وبرازيلي، ولد في 18 يوليو 1984 في مارينغا في البرازيل. لعب مع Luparense FC (futsal) ‏.

## وصلات خارجية
- فامبيتا (لاعب كرة قدم) على موقع الاتحاد الدولي (مؤرشف)  (الإنجليزية)
- فامبيتا (لاعب كرة قدم) على موقع الاتحاد الأوربي (الإنجليزية)